# Gallipoli (jeu vidéo)
Pour les articles homonymes, voir Gallipoli.
Gallipoli est un jeu vidéo de type wargame créé par A. et O. Bishop et publié par Cases Computer Simulations en 1986 sur ZX Spectrum,. Le jeu simule la bataille des Dardanelles (également appelée bataille de Gallipoli) de la Première Guerre mondiale qui oppose l’Empire ottoman aux troupes françaises et anglaises qui tentent de prendre la péninsule de Gallipoli. Il peut se jouer seul contre l’ordinateur, qui commande alors l’armée Turque, ou à deux ou trois joueurs. Deux versions du jeu sont disponibles, une pour le ZX Spectrum 48k et une pour le 128k. La seconde version se distingue de la première en offrant la possibilité au joueur de creuser des tunnels entre les tranchées ou pour placer des bombes sous les positions ennemies. Elle propose aussi un système de résolution des combats plus complet.

## Accueil
| Gallipoli     |      |       |
| Média         | Pays | Notes |
| Crash         | GB   | 87 %  |
| Sinclair User | GB   | 3/5   |
| Sinclair User | GB   | 2/10  |